# Pitcairnia pusilla
Pitcairnia pusilla är en gräsväxtart som först beskrevs av Carl Christian Mez, och fick sitt nu gällande namn av Carl Christian Mez. Pitcairnia pusilla ingår i släktet Pitcairnia och familjen Bromeliaceae.
Artens utbredningsområde är Franska Guyana. Inga underarter finns listade i Catalogue of Life.